# 조지 칼린
조지 데니스 칼린(George Dennis Carlin, 1937년 5월 12일 ~ 2008년 6월 22일)은 미국의 스탠드업 코미디언, 영화 배우이다. 코미디 앨범으로 네차례 그래미 상을 수상했다.
조지 칼린은 냉소적인 유머스타일로 유명하다. 언어로서의 영어, 심리학, 종교, 금기(禁忌)등 소재는 다양한 분야에 걸쳐있다. 미국에서 조지 칼린은 "7가지 비속어들"(Seven Dirty Words)이라는 주제의 코미디로 유명하다. 1978년 미국 대법원에서 내려진 방송 검열 판결에 비판적인 내용이다. 당시 대법원은 정부가 문란한 소재에 대해 방송불가 처분을 내릴 수 있다고 결정지었다. 이외에도 칼린의 주된 유머소재는 미국 현대사회의 어두운 이면에 집중되어있다.
칼린은 케이블 채널 코미디 센트럴에서 작성한 100인의 위대한 코미디언 목록에서 2위로 선정되었다. 그는 투나잇 쇼의 게스트로도 등장했으며 새러데이 나잇 라이브의 첫 사회자였다.

## 일생
조지 칼린은 뉴욕시에서 태어났다. 어머니 매리 비어리는 비서였으며 아버지인 패트릭 칼린은 《뉴욕 선》지의 국가 광고 담당자였다. 칼린의 생후 두 달 즈음 아버지가 사망하여 칼린은 홀어머니의 밑에서 자라났다. 가족은 아일랜드 혈통이었으며 칼린은 로마 가톨릭교회 신자로 성장했다.
청년 칼린은 미국 공군에 입대하여 레이다 기술자로 훈련받았다. 루이지애나에 있는 바크스데일 공군기지가 그의 근무지였다. 복무 도중에 라디오 방송국 KJOE에서 디스크 자키로 일했다. 그러나 상사에게는 비능률적인 군인으로 판정받아 1957년 군에서 해임된다. 머지 않아 1959년에 코미디언 잭 번스와 콤비를 이루어 코미디언으로 데뷔한다.
1960년대에는 여러 TV 쇼에 출연하기 시작했다. 에드 설리반 쇼와 투나잇 쇼가 대표적이다. 이때까지는 훗날의 경력에 비추어 비교적 보수적인 태도와 옷차림이었다. 당시 코미디언 레니 브루스가 방송에서 문란한 단어를 사용하고 이를 금기시하는 태도를 꼬집기 시작하면서 경찰의 조사를 받게 되었는데 동료인 조지 칼린도 함께 신분증 제출을 요구받았다. 조지 칼린은 "정부가 발행한 신분증은 믿을 수 없다"고 말하여 레니 브루스와 함께 감옥에 수감되었다.
이때의 영향으로 1970년대부터는 도발적인 유머를 구사하기 시작한다. 당시 기준에서는 코미디언도 깔끔한 옷차림을 유지하는 경우가 대부분이었으나, 조지 칼린은 장발에 수염을 기르고 귀걸이 및 청바지를 착용한 상태에서 방송에 나가 출연권을 일부 박탈당했다. 가장 유명한 "텔레비전에서 말할 수 없는 7가지 단어들"이라는 주제의 유머를 공연한 것도 이때였다. 이 공연 직후 칼린은 경찰에 체포되었고 대법원은 그의 저속한 유머소재는 방송할 수 없다는 판결을 내렸다. 오히려 이 판결로 유명세가 올랐다.
1980~90년대에는 텔레비전과 스크린에서 큰 성공을 거두었다. TV에서는 HBO의 칼린 특별코너와 폭스의 시트콤에 출연했고, 영화에서는 코미디 히트작인 《포춘》과 《엑설런트 어드벤쳐》에 비중 있는 조연으로 등장하여 영화 배우로서의 능력도 인정받았다.
조지 칼린은 2008년 6월 22일 새벽 5시에 사망했다. 사인은 심부전이었다. 고인의 살아있을 적 의견에 따라 사체는 화장되었고 장례 행사는 없었다. NBC, HBO등 TV채널에서는 조지 칼린 특집을 내보냈으며 래리 킹 라이브도 고인의 죽음을 추모하는 특별 에피소드를 방영했다.

## 출연 작품

### 영화
- 포춘 (1987)
- 엑설런트 어드벤쳐 (1989)
- 엑설런트 어드벤쳐 2 (1991)
- 사랑과 추억 (1991)
- 도그마 (1999)
- 제이 앤 사일런트 밥 (2001)
- 무서운 영화 3 (2003)
- 저지 걸 (2004)

### 애니메이션 영화
- 타잔 2 (2005)
- 카 (2006)

### 텔레비전
- 새터데이 나이트 라이브 (1975, 1984)
- 더 데일리 쇼 (1999, 2004)

### TV 애니메이션
- 토마스와 친구들 (1991-95)
- 심슨 가족 (1998)

## 같이 보기
- 1960년대 반문화